# ナニワ・モンスター
ナニワ・モンスターは、2011年4月に新潮社から発行された海堂尊の長編小説。

## 概要
『チーム・バチスタの栄光』から始まる海堂尊の作品群は、架空の都市である桜宮市、極北市を舞台に各作品とその登場人物が関わり合うクロスオーバー展開されてきたが、新たな架空都市として浪速府を設置し、2009年に発生したインフルエンザ騒動をモデルに新型インフルエンザ罹患者に接する浪速府の医師親子の奮闘と、その裏で繰り広げられていた浪速府知事・村雨弘毅と霞が関の官僚たちとの暗闘を描く。
本作は「第一部・キャメル」、「第二部・カマイタチ」、「第三部・ドラゴン」の順で構成されているが、時系列ではカマイタチ（2008年6月から10月）→キャメル（2009年2月から4月）→ドラゴン（2009年5月）の順という変則的なものとなっている。
週刊新潮で2010年に約1年かけて連載され、2011年4月に書籍化された。

## ストーリー
2009年、関西最大の都市である浪速府で、新型インフルエンザの国内初の発症例が報告された。発症を報告した浪速診療所名誉院長の菊間徳衛は、浪速市医師会の講演でこの新型インフルエンザの死亡率が低い事をすでに知っていたが、浪速大学医学部の本田准教授が発信する情報を中心に、徳衛の目に映ったのは異常とも思える役所の対応とマスコミの報道だった。その結果、浪速府は経済的な大打撃を受けることとなる。だが、その遠因は水面下での前年から続く浪速府知事の村雨弘毅及び浪速地検特捜部副部長の鎌形雅史と、官僚たちとの対立によるものだった。
事態を深く憂慮した村雨府知事は、ブレーンの彦根新吾とともに浪速府の未曽有の危機を打開するため立ち上がる。

## 登場人物
菊間徳衛
浪速診療所名誉院長。浪速市医師会の講演で新型インフルエンザの低死亡率を知り、国内初の発症を確認した際にも冷静に対応する。祥一の提案で東城大学医学部付属病院の「愚痴外来」を模した「名誉院長特別外来」を開設する。
菊間祥一
自身が携わった講演で配られた新型インフルエンザ検出キットの「キャメル・ファインダー」を使ったところ、新型インフルエンザの発症を確認。
菊間めぐみ
祥一の妻。元看護師で野呂田の息子が新型インフルエンザを発症した際に診療所に泊まり込んで献身的な看護をする。
野呂田のボン
八百屋の八百福を営む野呂田家の息子。新型インフルエンザを発症し浪速診療所に入院する。
本田苗子（みつこ）
浪速大学医学部公衆衛生学教室准教授。新型インフルエンザの危険性をメディアで発信し続けるが、死亡率の低さを知りながら触れないところに徳衛は違和感を覚える。化粧映えする顔立ちでネット上では「ポンタ姫」と称されアイドル視される。
村雨弘毅
浪速府知事。医療を土台として国内の大改革を目指す風雲児。
彦根新吾
房総救命救急センター診断課に勤める病理医。かつて扇動したストライキは検察内部では最高危険ランクとされている。「医療界のスカラムーシュ」という異名を持つ。
喜国忠義
浪速検疫所紀州出張所係長。かつては厚生省にキャリアとして入省したが上司と衝突し左遷される。
毛利豊和
新人検疫官。七色に変色するモヒカン頭だったが、喜国の願いで黄色に固定する。元看護師。
諸田藤吉郎
サクラテレビの高視聴率番組「バッサリ斬るド」の名物キャスター。
鎌形雅史
浪速地方検察庁特捜部副部長。検察内部での通り名は「カマイタチ」。
比嘉徹之
浪速出身の鎌形の部下。検察事務官から副検事を経て検事となる。
千代田悠也
3年目の若手検事。
白鳥圭輔
厚生労働省大臣官房秘書課付技官兼医療過誤死関連中立的第三者機関設置推進準備室室長。
八神直道
厚生労働省医療安全啓発室室長。
細井寛之
厚生労働省事務次官。八神の岳父。
雲井
「省庁横断的組織防衛会議」・厚生労働省代表。細井事務次官の指示で八神を省庁横断的組織防衛会議に同行させる。
斑鳩芳正
警察庁刑事局新領域捜査創生室室長。省庁横断的組織防衛会議で出される不祥事を一括して管理する。
鴨下正夫
厚生労働省老健局局長。特別養護老人ホーム「浪速園」の補助金不正受給に絡み逮捕される。
真中ゆう子
九州にある解剖率100%の町・舎人町町長。舎人町保健福祉センター専任保健師兼事務局長。全町民の生年月日、医療情報、家族構成から顔まで記憶している。
新村隆生
東北にある青葉県知事。道州制導入を提唱し、その巨体から「東北の巨人」と称されている。
益村秀人
財政破綻した極北市の市長。

## 書籍情報
- 単行本：2011年4月22日発売[1]、新潮社、ISBN 978-4-10-306573-9
- 文庫本：2014年3月28日発売[2]、新潮文庫、ISBN 978-4-10-133313-7